# Royal Botanical Gardens
Royal Botanical Gardens är en park i Kanada.   Den ligger i provinsen Ontario, i den sydöstra delen av landet, 400 km sydväst om huvudstaden Ottawa. Royal Botanical Gardens ligger 101 meter över havet.
Terrängen runt Royal Botanical Gardens är platt åt nordost, men åt sydväst är den kuperad. Runt Royal Botanical Gardens är det mycket tätbefolkat, med 2 915 invånare per kvadratkilometer.. Närmaste större samhälle är Hamilton, 5,0 km söder om Royal Botanical Gardens. 
Runt Royal Botanical Gardens är det i huvudsak tätbebyggt.